# Список фантастичної літератури на ЛГБТ-тематику
Існує багато літературних творів в жанрі наукової фантастики та фентезі, що містять історії про персонажів(-ок) спільноти ЛГБТ+ або які іншим чином представляють теми, які стосуються проблем цієї спільноти та людей, що в неї входять. Нижче представлений список визначних оповідань, та/або оповідань з визначних серій чи антологій, та/або визначних авторів(-ок).

## Романи
| Назва                                              | Назва                                                                         | Автор                      | Рік              | ЛГБТ-контент |
| українською                                        | мовою оригіналу                                                               | Автор                      | Рік              | ЛГБТ-контент |
| -------------------------------------------------- | ----------------------------------------------------------------------------- | -------------------------- | ---------------- | --- |
| Імперія безглуздих                                 | Empire of the Senseless                                                       | Кеті Акер                  | 1988             | Бісексуальний головний герой                                                                                                   |
| Темні світлові роки                                | The Dark Light Years                                                          | Браян Олдіс                | 1964             | Іншопланетяни, що змінюють стать; чоловічі персонажі — геї                                                                     |
| Всі птахи в небі                                   | All the Birds in the Sky                                                      | Чарлі Джейн Андерс         | 2016             | Небінарні та асексуальні персонажі                                                                                             |
| Первісна планета                                   | Virgin Planet                                                                 | Пол Андерсон               | 1959             | Суто жіночий світ, лесбійські персонажки                                                                                       |
| Навіть боги                                        | The Gods Themselves                                                           | Айзек Азімов               | 1972             | Інопланетні види з трьома статями                                                                                              |
| Сколянська сага                                    | The Skolian Saga                                                              | Кетрін Азаро               | 1995–2020        | Лесбійки, геї, бісексуальні головні або другорядні персонажі                                                                   |
| Оповідь служниці                                   | The Handmaid's Tale                                                           | Маргарет Етвуд             | 1985             | Є персонажка лесбійка |
| Танець тіней                                       | Shadowdance                                                                   | Робін Вейн Бейлі           | 1991             | Головний герой — гей |
| Вільні квіри                                       | Queer Free                                                                    | Алабама Бердстон           | 1981             | Гомофобна антиутопія |
| Десятина: Сучасна казка про фей                    | Tithe: A Modern Faerie Tale                                                   | Голлі Блек                 | 2002             | Головні герої — геї |
| Серія «Кінець темряви»                             | Darkover Series                                                               | Меріон Зіммер-Бредлі       | 1962–1988        | Головні герої — геї та лесбійки                                                                                                |
| Спадщина Гастура                                   | The Heritage of Hastur                                                        | Меріон Зіммер-Бредлі       | 1975             | Головний герой і антагоніст — геї                                                                                              |
| Розбитий ланцюг                                    | The Shattered Chain                                                           | Меріон Зіммер-Бредлі       | 1976             | Суто жіноче суспільство, лесбійська тематика                                                                                   |
| Войовниця                                          | Warrior Woman                                                                 | Меріон Зіммер-Бредлі       | 1985             | Головні героїні — лесбійки, позитивне зображення лесбійських стосунків                                                         |
| Королеви краси                                     | Beauty Queens                                                                 | Лібба Брей                 | 2011             | Головні героїні та герої — трансгендери та лесбійки                                                                            |
| Громадянська кампанія                              | A Civil Campaign                                                              | Лоїс Макмастер Буджолд     | 1999             | Трансгендерний персонаж |
| Ефан Афонський                                     | Ethan of Athos                                                                | Лоїс Макмастер Буджолд     | 1986             | Головний герой — чей |
| Бажане сім'я                                       | The Wanting Seed                                                              | Ентоні Берджес             | 1962             | Гомофобна антиутопія |
| Світанок                                           | Dawn                                                                          | Октавія Батлер             | 1987             | Інопланетна раса, яка має три статі, поліаморні шлюби                                                                          |
| Пташенята                                          | Fledgling                                                                     | Октавія Батлер             | 2005             | Бісексуальні персонажі |
| Майстер викрійки                                   | Patternmaster                                                                 | Октавія Батлер             | 1976             | Головна героїня — бісексуальна жінка                                                                                           |
| Англо-американський альянс                         | An Anglo-American Alliance                                                    | Ґреґорі Каспарян           | 1906             | Транс-чоловік одружується на своєму ранньому коханні, і вони живуть довго і щасливо.                                           |
| Дивовижні пригоди Кавалера та Клея                 | The Amazing Adventures of Kavalier & Clay                                     | Майкл Шейбон               | 2000             | Головний герой — гей |
| Спартанська планета                                | Spartan Planet                                                                | Бертрам Чендлер            | 1969             | Суто чоловічий світ, гей-персонажі                                                                                             |
| Дитя завойовника                                   | The Conqueror's Child                                                         | Сюзі Маккі Чарнас          | 1999             | Суто жіночий світ |
| Фурії                                              | The Furies                                                                    | Сюзі Маккі Чарнас          | 1994             | Суто жіночий світ |
| Материнські лінії                                  | Motherlines                                                                   | Сюзі Маккі Чарнас          | 1978             | Суто жіночий світ |
| Прогулянка на край світу                           | Walk to the End of the World                                                  | Сюзі Маккі Чарнас          | 1974             | Суто жіночий світ |
| Серія «Знаряддя смерті»                            | The Mortal Instruments series                                                 | Кассандра Клер             | 2007–2014        | Один з найкращих друзів головного героя — гей, і має стосунки з бісексуальним чаклуном.                                        |
| Земля Імперська                                    | Imperial Earth                                                                | Артур Кларк                | 1976             | Головний герой — бісексуал/гей                                                                                                 |
| Сардинія: Історія кохання                          | Sardia: A Story of Love                                                       | Кора Лінн Моррісон Деніелс | 1891             | Головна героїня — бісексуальна вампірка                                                                                        |
| Вавилон-17                                         | Babel-17                                                                      | Семюел Ділейні             | 1966             | Головні герої — геї |
| Далґрен                                            | Dhalgren                                                                      | Семюел Ділейні             | 1975             | Бісексуальний головний герой та інші ЛГБТ-персонажі                                                                            |
| Перетин Ейнштейна                                  | The Einstein Intersection                                                     | Семюел Ділейні             | 1967             | Головні герої — геї |
| Рівнодення                                         | Equinox                                                                       | Семюел Ділейні             | 1973             | Головні герої — геї |
| Зірки в моїй кишені, як піщинки                    | Stars In My Pocket Like Grains Of Sand                                        | Семюел Ділейні             | 1984             | Головні герої — геї |
| Долиною павучих гнізд                              | Through the Valley of the Nest of Spiders                                     | Семюел Ділейні             | 2012             | Головні герої — геї |
| Тритон                                             | Triton                                                                        | Семюел Ділейні             | 1976             | |
| Двері у вогонь                                     | The Door Into Fire                                                            | Дайн Дон                   | 1979             | Головні персонажі бісексуальні                                                                                                 |
| Пасьянс                                            | Solitaire                                                                     | Кейлі Ескрідж              | 2002             | Головна героїня — лесбійка |
| Павутиння нескінченності                           | Infinity's Web                                                                | Шейла Фінч                 | 1985             | Головна героїня — лесбійка |
| Скриня для душ                                     | Casket of Souls                                                               | Лінн Флевеллін             | 2012             | Головні герої — геї |
| Удача в тіні                                       | Luck in the Shadows                                                           | Лінн Флевеллін             | 1996             | Головні герої — геї |
| Тіні повертаються                                  | Shadows Return                                                                | Лінн Флевеллін             | 2008             | Головні герої — геї |
| Уламки часу                                        | Shards of Time                                                                | Лінн Флевеллін             | 2014             | Головні герої — геї |
| Переслідування темряви                             | Stalking Darkness                                                             | Лінн Флевеллін             | 1997             | Головні герої — геї |
| Місяць зрадника                                    | Traitor's Moon                                                                | Лінн Флевеллін             | 1999             | Головні герої — геї |
| Біла дорога                                        | The White Road                                                                | Лінн Флевеллін             | 2010             | Головні герої — геї |
| Дочки коралового світанку                          | Daughters of a Coral Dawn                                                     | Катериан Форрест           | 1984             | Суто жіночий світ, головні героїні — лесбійки                                                                                  |
| Відскакуючи від Місяця                             | Bouncing Off the Moon                                                         | Дейвід Джерролд            | 2001             | |
| Людина, яка склала себе                            | The Man Who Folded Himself                                                    | Дейвід Джерролд            | 1973             | |
| Напівлюдина                                        | Halfway Human                                                                 | Керолайн Ґільман           | 1998             | |
| Їїзем'я                                            | Herland                                                                       | Шарлотта Ґільман           | 1915             | Суто жіночий утопічний світ |
| Історії про Ґільду                                 | The Gilda Stories                                                             | Джуель Ґомез               | 1991             | Головна героїня — лесбійка |
| Дитина Каппа                                       | The Kappa Child                                                               | Хіромі Ґото                | 2001             | |
| Амоніт                                             | Ammonite                                                                      | Нікола Гріффіт             | 1992             | Суто жіночий світ з переважно лесбійськими персонажками                                                                        |
| Повільна ріка                                      | Slow River                                                                    | Нікола Гріффіт             | 1995             | Головна героїня — лесбійка |
| Нетрадиційне кохання                               | Nontraditional Love                                                           | Рафаель Гругман            | 2008             | Альтернативне майбутнє, де гетеросексуальність поза законом                                                                    |
| Нескінченна війна                                  | The Forever War                                                               | Джо Голдеман               | 1974             | Майбутнє суспільство, де гомосексуалізм є нормою                                                                               |
| Чемпіон Багряного Вовка, книга перша і книга друга | Champion of the Scarlet Wolf, Book One and Book Two (Cadeleonian Series 3, 4) | Джин Гейл                  | 2014             | Протагоністи — геї |
| Володар Білого Пекла, книга перша і книга друга    | Lord of the White Hell, Book One and Book Two (Cadeleonian Series 1, 2)       | Джин Гейл                  | 2010             | Протагоністи — геї |
| Стрілець 1: Розтрощена брама                       | The Rifter 1: The Shattered Gates                                             | Джин Гейл                  | 2012             | Протагоністи — геї |
| Стрілець 2: Священна дорога                        | The Rifter 2: The Holy Road                                                   | Джин Гейл                  | 2012             | Протагоністи — геї |
| Стрілець 3: Його священні кістки                   | The Rifter 3: His Sacred Bones                                                | Джин Гейл                  | 2013             | Протагоністи — геї |
| Нечестиві панове                                   | Wicked Gentlemen                                                              | Джин Гейл                  | 2007             | Протагоністи — геї |
| Калоша, відьма і віртуальний труп                  | The Gumshoe, the Witch, and the Virtual Corpse                                | Кіт Гартман                | 1999             | |
| Соляні дороги                                      | The Salt Roads                                                                | Нало Гопкінсон             | 2003             | Головні героїні — лесбійки |
| Дикі лебеді                                        | The Wild Swans                                                                | Peg Kerr                   | 1999             | |
| Вбивство ангелів                                   | Murder of Angels                                                              | Caitlin R. Kiernan         | 2004             | |
| Тернскін                                           | Turnskin                                                                      | Ніколь Кімберлінг          | 2008             | Протагоністи — геї |
| Максимум світла                                    | Maximum Light                                                                 | Ненсі Кресс                | 1997             | |
| Вістря меча                                        | Swordspoint                                                                   | Еллен Кушнер               | 1987             | Головні герої — геї, бісексуальні персонажі                                                                                    |
| Магічний пішак                                     | Magic's Pawn                                                                  | Мерседес Лекі              | 1989             | Головні герої — геї |
| Магічна ціна                                       | Magic's Price                                                                 | Мерседес Лекі              | 1990             | Головні герої — геї |
| Магічна обіцянка                                   | Magic's Promise                                                               | Мерседес Лекі              | 1990             | Головні герої — геї |
| Дівчинка з солоною рибою                           | Salt Fish Girl                                                                | Ларісса Лай                | 2002             | Головні героїні — лесбійки |
| Пантоміма                                          | Pantomime                                                                     | Лора Лем                   | 2013             | Інтерсексуальний головний герой                                                                                                |
| Камілла                                            | Carmilla                                                                      | Шерідан Ле Фаню            | 1872             | Історія про вампірку-лесбійку                                                                                                  |
| Ліва рука темряви                                  | The Left Hand of Darkness                                                     | Урсула Ле Гуїн             | 1969             | Головні герої — квіри |
| Розповідь                                          | The Telling                                                                   | Урсула Ле Гуїн             | 2000             | Головна героїня — лесбійка |
| Обійми темної води                                 | Dark Water's Embrace                                                          | Стівен Лейг                | 1998             | |
| Попіл                                              | Ash                                                                           | Мелінда Ло                 | 2009             | |
| Правдива історія                                   | Ἀληθῆ διηγήματα                                                               | Лукіан                     | II століття н.е. | Суто чоловічий світ, герою-чоловіку віддають у дружини королівського сина                                                      |
| Маршрут подорожі                                   | Itineraria                                                                    | Джон Мадевілль             | 1357–1371        | Острів амазонок та «третьої статі»                                                                                             |
| Китайська гора Чжан                                | China Mountain Zhang                                                          | Морін Мак-Г'ю              | 1992             | Головні герої — геї |
| Зоряні мандрівники                                 | Starfarers                                                                    | Вонда Мак-Інтайр           | 1989             | Бісексуальні головні герої, полісексуальні стосунки                                                                            |
| Лицар-художник                                     | The Painter Knight                                                            | Фіона Паттон               | 1998             | |
| Відьомське тавро                                   | Witchmark                                                                     | Челсі Луїзі Полк           | 2018             | Головні герої — геї |
| 2312                                               | 2312                                                                          | Кім Стенлі Робінсон        | 2012             | Головні герої — квіри; суспільство, в якому прийняті небінарні та мінливі гендери                                              |
| Та хаос помер                                      | And Chaos Died                                                                | Джоанна Расс               | 1970             | Головний герой — гей |
| Жіночий чоловік                                    | The Female Man                                                                | Джоанна Расс               | 1975             | Головні героїні — лесбійки, частково про повністю жіночий світ                                                                 |
| Було                                               | Was                                                                           | Джефф Раймен               | 1992             | Головні герої — геї |
| Яскраве горіння                                    | Burning Bright                                                                | Мелісса Скотт              | 1993             | Бісексуальні головні герої, головна героїня — лесбійка                                                                         |
| Вибір долі                                         | A Choice of Destinies                                                         | Мелісса Скотт              | 1986             | Головні герої — геї |
| Кораблі мрій                                       | Dreamships                                                                    | Мелісса Скотт              | 1993             | Багато персонажів-геїв |
| Джаз                                               | The Jazz                                                                      | Мелісса Скотт              | 2000             | Бісексуальний головний герой                                                                                                   |
| Могутня дорога                                     | Mighty Good Road                                                              | Мелісса Скотт              | 1990             | Протагоністка — лесбійка |
| Копальня «Нічне небо»                              | Night Sky Mine                                                                | Мелісса Скотт              | 1996             | Головні героїні — лесбійки та геї                                                                                              |
| Людина-тінь                                        | Shadow Man                                                                    | Мелісса Скотт              | 1995             | |
| Проблема та її друзі                               | Trouble and Her Friends                                                       | Мелісса Скотт              | 1994             | Головні героїні — лесбійки |
| Меч Охоронця                                       | Sword of the Guardian                                                         | Меррі Шеннон               | 2006             | Лесбійський фентезійний роман з головною героїнею — трансвеститом                                                              |
| Порцеляновий голуб                                 | The Porcelain Dove                                                            | Делія Шерман               | 1993             | Лесбійська казка |
| Джунглі коника                                     | Grasshopper Jungle                                                            | Ендрю Сміт                 | 2015             | Геї та головні герої, що ставлять під сумнів                                                                                   |
| Теплиця                                            | Glasshouse                                                                    | Чарльз Стросс              | 2006             | Постлюдський світ, в якому свідомість може вселятися в інші тіла                                                               |
| Венус Плюс Ікс                                     | Venus Plus X                                                                  | Теодор Стерджен            | 1960             | Дія відбувається в майбутній утопії, де всі люди однієї статі                                                                  |
| Порожній світ                                      | Hollow World                                                                  | Майкл Салліван             | 2014             | Гомогенний світ, позбавлений гендерів, де людина з давнього минулого має зрозуміти різницю між коханням та сексуальним потягом |
| Королева амазонок                                  | Queen of the Amazons                                                          | Юдіф Тарр                  | 2004             | Бісексуальний головний герой                                                                                                   |
| Палімпсест                                         | Palimpsest                                                                    | Кетрінн Валенте            | 2009             | |
| Будинок на Пелгем-Фоллз                            | The House at Pelham Falls                                                     | Бренда Візерс              | 1986             | Головні героїні — лесбійки |
| Всі білі плями                                     | All the White Spaces                                                          | Еллі Вілкс                 | 2022             | Головний герой — транс-чоловік                                                                                                 |
| Орландо: Біографія                                 | Orlando: A Biography                                                          | Вірджинія Вульф            | 1928             | Квір-тематика, зміна статі |
| Шипшинна троянда                                   | Briar Rose                                                                    | Джейн Йолен                | 1992             | Головні герої — геї |

## Твори короткої форми
| Назва                                                                         | Назва                                                                                 | Автор                                             | Рік       | Перша публікація                                                          | ЛГБТ-контент                                                                            |
| українською                                                                   | мовою оригіналу                                                                       | Автор                                             | Рік       | Перша публікація                                                          | ЛГБТ-контент                                                                            |
| ----------------------------------------------------------------------------- | ------------------------------------------------------------------------------------- | ------------------------------------------------- | --------- | ------------------------------------------------------------------------- | --------------------------------------------------------------------------------------- |
| Прагнення                                                                     | Desire                                                                                | Кім Антьє                                         | 1997      | Bending the Landscape: Fantasy                                            |                                                                                         |
| Зірки — це сльози                                                             | The Stars Are Tears                                                                   | Робін Вейн Бейлі                                  | 1997      | Bending the Landscape: Fantasy                                            |                                                                                         |
| Останнє прощання кохання                                                      | Love's Last Farewell                                                                  | Річард Бемберґ                                    | 1998      | Bending the Landscape: Science Fiction                                    |                                                                                         |
| На згадку                                                                     | In Memory Of                                                                          | Дон Бассінґтвейт                                  | 1997      | Bending the Landscape: Fantasy                                            |                                                                                         |
| Хто грає з гріхом                                                             | Who Plays With Sin                                                                    | Дон Бассінґтвейт                                  | 1998      | Bending the Landscape: Science Fiction                                    |                                                                                         |
| Залитий сонцем                                                                | Sun-Drenched                                                                          | Стівен Бекстер                                    | 1998      | Bending the Landscape: Science Fiction                                    |                                                                                         |
| Тангенси                                                                      | Tangents                                                                              | Ґреґ Бір                                          | 1986      |                                                                           | Головний герой — гей, життєствердна історія про нестатеві стосунки                      |
| Магічні трюки                                                                 | Magicked Tricks                                                                       | К. Берац                                          | 1997      | Bending the Landscape: Fantasy                                            |                                                                                         |
| У будинку на Місяці                                                           | In the House of the Man in the Moon                                                   | Річард Боус                                       | 1997      | Bending the Landscape: Fantasy                                            |                                                                                         |
| Гімн                                                                          | Anthem                                                                                | Лела Бюйс                                         | 1997 2014 | Sex CrimeCompetitive Fauna                                                | Головна героїня — лесбійка                                                              |
| Вознесіння                                                                    | Ascension                                                                             | Лела Бюйс                                         | 1997 2013 | Icarus & AngelsStorm and Shadow                                           | Головний герой — гей                                                                    |
| Сукня                                                                         | The Dress                                                                             | Лела Бюйс                                         | 2016      | Canines                                                                   | Головна героїня — лесбійка                                                              |
| Варіації Енігми                                                               | Enigma Variations                                                                     | Лела Бюйс                                         | 1996 2014 | Cyber-magick: Lesbian SFCompetitive Fauna                                 | Головна героїня — лесбійка                                                              |
| Моє містечко                                                                  | My Little Town                                                                        | Лела Бюйс                                         | 2014      | Competitive Fauna                                                         | Головна героїня — лесбійка                                                              |
| Цього грудня                                                                  | That December                                                                         | Лела Бюйс                                         | 2015      | Young Love, Old Hearts                                                    | Головна героїня — лесбійка                                                              |
| Дослідження конкурентної фауни                                                | A Study of Competitive Fauna                                                          | Лела Бюйс                                         | 2014      | Competitive Fauna                                                         | Головна героїня — лесбійка                                                              |
| Висловлення бажання                                                           | Expression of Desire                                                                  | Домінік Канцілла                                  | 1997      | Bending the Landscape: Fantasy                                            |                                                                                         |
| Хроніки Бейна                                                                 | The Bane Chronicles                                                                   | Кассандра Клер, Морін Джонсон та Сара Різ Бреннан | 2013–2014 |                                                                           | Головний герой — бісексуал                                                              |
| Так, і Гоморра                                                                | Aye, and Gomorrah                                                                     | Семюел Ділейні                                    | 1967      | Dangerous Visions                                                         | Персонажі-квіри                                                                         |
| Клітка                                                                        | The Cage                                                                              | Аликсандра Делламоніка                            | 2010      | Tor.com                                                                   | Головна героїня — лесбійка                                                              |
| Рослина (чия назва знищена)                                                   | A Plant (Whose Name is Destroyed)                                                     | Сет Дікінсон                                      | 2013      | Strange Horizons                                                          | Головний герой — гей                                                                    |
| Танець на краю                                                                | Dance at the Edge                                                                     | Л. Тіммел Дучамп                                  | 1998      | Bending the Landscape: Science Fiction                                    |                                                                                         |
| Порожня гра                                                                   | A Hollow Play                                                                         | Еймал Ел-Могтар                                   | 2013      | Glitter & Mayhem Anthology                                                | Головна героїня — лесбійка, трансгендерні та квір-персонажі                             |
| Людина-кішка                                                                  | Catman                                                                                | Гарлан Еллісон                                    | 1974      | Final Stage: The Ultimate Science Fiction Anthology                       | Суспільство, де бісексуальність є нормою; більшість персонажів є геями або бісексуалами |
| Око бурі                                                                      | Eye of the Storm                                                                      | Келлі Ескрідж                                     | 1998      | Sirens and Other Daemon Lovers                                            |                                                                                         |
| Морозний розпис                                                               | Frost Painting                                                                        | Кароліна Ґільман                                  | 1997      | Bending the Landscape: Fantasy                                            |                                                                                         |
| Потрібні двоє                                                                 | It Takes Two                                                                          | Нікола Ґріффіт                                    | 2010      | Eclipse Three                                                             | Головна героїня — лесбійка                                                              |
| Вільний в Асвероті                                                            | Free in Asveroth                                                                      | Джим Ґрімслі                                      | 1998      | Bending the Landscape: Science Fiction                                    |                                                                                         |
| Міс Оґілві знаходить себе                                                     | Miss Ogilvy Finds Herself                                                             | Редкліфф Голл                                     | 1934      |                                                                           | Головна героїня — лесбійка, теми зміни статі                                            |
| Секс, зброя і баптисти                                                        | Sex, Guns, and Baptists                                                               | Кіт Гартман                                       | 1998      | Bending the Landscape: Science Fiction                                    |                                                                                         |
| Самотня земля                                                                 | Lonely Land                                                                           | Денайз Гілд                                       | 1998      | Bending the Landscape: Science Fiction                                    |                                                                                         |
| —Всі ви зомбі                                                                 | —All You Zombies                                                                      | Роберт Гайнлайн                                   | 1959      | Bending the Landscape: Science Fiction                                    | Головний герой — інтерсексуал                                                           |
| Рибалка                                                                       | Fisherman                                                                             | Нейло Гопкінсон                                   | 2001      | Skin Folk                                                                 |                                                                                         |
| Несповідимими шляхами                                                         | In Mysterious Ways                                                                    | Таня Гафф                                         | 1997      | Bending the Landscape: Fantasy                                            |                                                                                         |
| Хмаротворець                                                                  | Cloudmaker                                                                            | Чарлі Якоб                                        | 1997      | Bending the Landscape: Fantasy                                            |                                                                                         |
| Рандеву                                                                       | The Rendez-Vous                                                                       | Ненсі Джонстон                                    | 1998      | Bending the Landscape: Science Fiction                                    |                                                                                         |
| Секс з привидами                                                              | Sex with Ghosts                                                                       | Сара Кеннінг                                      | 2008      | Strange Horizons                                                          |                                                                                         |
| Повний місяць і порожні руки                                                  | Full Moon and Empty Arms                                                              | М. Кейпер                                         | 1997      | Bending the Landscape: Fantasy                                            |                                                                                         |
| Галапагоські острови                                                          | Galapagos                                                                             | Кейтлін Кєрнан                                    | 2009      | Eclipse Three                                                             | Головна героїня — лесбійка                                                              |
| Циганський час                                                                | Time Gypsy                                                                            | Еллен Клейґс                                      | 1998      | Bending the Landscape: Science Fiction                                    | Головна героїня — лесбійка                                                              |
| Стан природи                                                                  | State of Nature                                                                       | Ненсі Кресс                                       | 1998      | Bending the Landscape: Science Fiction                                    |                                                                                         |
| Дика і зла молодь                                                             | A Wild and Wicked Youth                                                               | Еллен Кушнер                                      | 2009      | Bending the Landscape: Science Fiction                                    |                                                                                         |
| Падіння королів                                                               | The Fall of the Kings                                                                 | Еллен Кушнер і Делія Шерман                       | 1997      | Bending the Landscape: Fantasy                                            |                                                                                         |
| Дев'ять життів                                                                | Nine Lives                                                                            | Урсула Ле Ґуїн                                    | 1969      | Playboy                                                                   | Бісексуальні головні герої                                                              |
| Справжня дівчина                                                              | A Real Girl                                                                           | Шаріанн Левітт                                    | 1998      | Bending the Landscape: Science Fiction                                    |                                                                                         |
| Водяні змії                                                                   | Water Snakes                                                                          | Голлі Вейд Меттер                                 | 1997      | Bending the Landscape: Fantasy                                            |                                                                                         |
| Море Кортеза                                                                  | Sea of Cortez                                                                         | Сандра Макдональд                                 | 2011      | Take Me There: Trans and Genderqueer Erotica                              |                                                                                         |
| Непотрібні речі                                                               | Useless Things                                                                        | Морін Макг'ю                                      | 2009      | Eclipse Three                                                             |                                                                                         |
| Брайдсікл                                                                     | Bridesicle                                                                            | Вілл Макінтош                                     | 2010      | Asimov's Science Fiction                                                  | Головна героїня — лесбійка                                                              |
| У пошуках Сатани                                                              | Looking for Satan                                                                     | Вонда Мак-Інтайр                                  | 1981      | Thieves' World III                                                        | Історія кохання лесбійок/бісексуалів                                                    |
| Електроінструмент                                                             | Powertool                                                                             | Марк Маклоглін                                    | 1998      | Bending the Landscape: Science Fiction                                    |                                                                                         |
| Принц Темнозеленого моря                                                      | Prince of the Dark Green Sea                                                          | Марк Маклоглін                                    | 1997      | Bending the Landscape: Fantasy                                            |                                                                                         |
| Три письма від королеви Ельфії                                                | Three Letters from the Queen of Elfland                                               | Сара Монетте                                      | 2002      | Lady Churchill's Rosebud Wristlet                                         |                                                                                         |
| Королівське безумство                                                         | The King's Folly                                                                      | Джеймс Мур                                        | 1997      | Bending the Landscape: Fantasy                                            |                                                                                         |
| Тиха пристрасть                                                               | Silent Passion                                                                        | Кетлін О'Меллі                                    | 1998      | Bending the Landscape: Science Fiction                                    |                                                                                         |
| Наполовину закохані в легкий рок-н-рол                                        | Half in Love with Easeful Rock and Roll                                               | Ребекка Ор                                        | 1998      | Bending the Landscape: Science Fiction                                    |                                                                                         |
| Прекрасні люди                                                                | The Beautiful People                                                                  | Венді Ретбоун                                     | 1998      | Bending the Landscape: Science Fiction                                    |                                                                                         |
| Місто вранці                                                                  | The City in Morning                                                                   | Керрі Річерсон                                    | 1998      | Bending the Landscape: Science Fiction                                    |                                                                                         |
| Прозерпін, коли обпікає                                                       | Proserpine When It Sizzles                                                            | Тенсі Рейнер Робертс                              | 2009      | New Ceres Nights                                                          |                                                                                         |
| Існування                                                                     | Existence                                                                             | Джоанна Расс                                      | 1975      | Epoch                                                                     |                                                                                         |
| Нікого немає вдома                                                            | Nobody's Home                                                                         | Джоанна Расс                                      | 1972      | Women of Wonder                                                           |                                                                                         |
| Друга інквізиція                                                              | The Second Inquisition                                                                | Джоанна Расс                                      | 1970      | More Women of Wonder                                                      |                                                                                         |
| Коли це змінилося                                                             | When It Changed                                                                       | Джоанна Расс                                      | 1972      | Again, Dangerous Visions                                                  | Головна героїня — лесбійка                                                              |
| Панночка, яка любила гусениць                                                 | Young Lady Who Loved Caterpillars                                                     | Джессіка Аманда Селмонсон                         | 1997      | Bending the Landscape: Fantasy                                            |                                                                                         |
| Г'юстон, Г'юстон, як чуєте?                                                   | Houston, Houston, Do You Read?                                                        | Джеймс Тіптрі-молодший                            | 1976      | Дія відбувається в майбутньому, де всі чоловіки вимерли                   |                                                                                         |
| Вибрані програмні нотатки з ретроспективної виставки Терези Розенберг Латімер | Selected Program Notes from the Retrospective Exhibition of Theresa Rosenberg Latimer | Кеннет Шнеєр                                      | 2013      | Clockwork Phoenix 4                                                       | Головна героїня — лесбійка                                                              |
| Занадто широкі струмки для стрибків                                           | Brooks Too Broad for Leaping                                                          | Чарльз Шеффілд                                    | 1998      | Bending the Landscape: Science Fiction                                    |                                                                                         |
| Ґарі, в тіні                                                                  | Gary, in the Shadows                                                                  | Марк Шеферд                                       | 1997      | Bending the Landscape: Fantasy                                            |                                                                                         |
| Є речі, які приховані від очей повсякденності                                 | There Are Things Which Are Hidden from the Eyes of the Everyday                       | Саймон Шеппард                                    | 1997      | Bending the Landscape: Fantasy                                            |                                                                                         |
| Фейський ловець шишок                                                         | The Faerie Cony-Catcher                                                               | Делія Шерман                                      | 1998      | Sirens and Other Daemon Lovers                                            |                                                                                         |
| Звук ангелів                                                                  | The Sound of Angels                                                                   | Ліза Сільверторн                                  | 1997      | Bending the Landscape: Fantasy                                            |                                                                                         |
| У відпустці                                                                   | On Vacation                                                                           | Ральф Сперрі                                      | 1998      | Bending the Landscape: Science Fiction                                    |                                                                                         |
| Літаючий трикутник                                                            | The Flying Triangle                                                                   | Аллен Стіл                                        | 1998      | Bending the Landscape: Science Fiction                                    |                                                                                         |
| Загублений світ                                                               | The World Well Lost                                                                   | Теодор Стурджен                                   | 1953      | Universe                                                                  |                                                                                         |
| Ще одне пришестя                                                              | Another Coming                                                                        | Соня Тефі                                         | 2004      | Not One of Us                                                             |                                                                                         |
| Місцевий хлопчик                                                              | The Home Town Boy                                                                     | Б. Тровер                                         | 1997      | Bending the Landscape: Fantasy                                            |                                                                                         |
| Нічний потяг                                                                  | The Night Train                                                                       | Леві Тідгар                                       | 2010      | Strange Horizons                                                          | Головний герой — трансгендер                                                            |
| Запізнілі жести на гравійній дорозі                                           | Gestures Too Late on a Gravel Road                                                    | Марк Тідманн                                      | 1997      | Bending the Landscape: Fantasy                                            |                                                                                         |
| Поверхня                                                                      | Surfaces                                                                              | Марк Тідманн                                      | 1998      | Bending the Landscape: Science Fiction                                    |                                                                                         |
| Ваші обличчя, Сестри Мої! Ваші обличчя наповнені світлом                      | Your Faces, O My Sisters! Your Faces Filled with Light                                | Джеймс Тіптрі Молодший                            | 1976      | Aurora: Beyond Equality                                                   | Головна героїня — жінка з суто жіночого суспільства                                     |
| Магу                                                                          | Mahu                                                                                  | Джефф Верона                                      | 1997      | Bending the Landscape: Fantasy                                            |                                                                                         |
| ...Призупинка тоннажу                                                         | …Suspends ton vol                                                                     | Елізабет Вонарбур                                 | 1992      | Translated as "Stay Thy Flight" in Bending the Landscape: Science Fiction |                                                                                         |
| Біля криниці                                                                  | Beside the Well                                                                       | Леслі Ват                                         | 1997      | Bending the Landscape: Fantasy                                            |                                                                                         |
| Бутон метаморфози                                                             | The Metamorphosis Bud                                                                 | Лю Вен Чжань                                      | 1996      | Genderflex                                                                |                                                                                         |
| Невеликі зміни протягом тривалого періоду часу                                | Small Changes Over Long Periods of Time                                               | К. Шпара                                          | 2017      | Uncanny Magazine                                                          | Головний герой — трансгендер                                                            |

## Антології
| Назва | Редактори                                      | Рік  | Видавництво                                    |
| --- | ---------------------------------------------- | ---- | ---------------------------------------------- |
| Bending the Landscape: Fantasy                                                                                             | Нікола Гріффіт та Стівен Пейґл                 | 1997 | White Wolf Publishing                          |
| Bending the Landscape: Horror                                                                                              | Нікола Гріффіт та Стівен Пейґл                 | 2001 | White Wolf Publishing                          |
| Bending the Landscape: Science Fiction                                                                                     | Нікола Гріффіт та Стівен Пейґл                 | 1998 | White Wolf Publishing                          |
| Beyond Binary: Genderqueer and Sexually Fluid Speculative Fiction                                                          | Лі Мандело                                     | 2013 | Lethe Press                                    |
| Brothers of the Night: Gay Vampire Stories                                                                                 | Майкл Роу та Томас Рош                         | 1997 | Cleis Press                                    |
| Cyber-magick: Lesbian SF                                                                                                   | Ґері Бовен                                     | 1996 | Obeliesk Books                                 |
| Flying Cups & Saucers: Gender Explorations in Science Fiction & Fantasy                                                    | Дебі Ноткін та Таємна феміністична організація | 1998 | Edgewood Press                                 |
| Gay City 5: Ghosts in Gaslight, Monsters in Steam                                                                          | Вінцент Ковар та Еван Пітерсон                 | 2013 | Minor Arcana Press and Gay City Health Project |
| Grave Passions: Tales of the Gay Supernatural                                                                              | Вільям Менн                                    | 1997 | Badboy                                         |
| Icarus & Angels, Flights of Fantasy: Gay SF                                                                                | Ґері Бовен                                     | 1996 | Obeliesk Books                                 |
| Irregulars: A Shared-World Anthology – Stories by Nicole Kimberling, Josh Lanyon, Astrid Amara and Ginn Hale. LGBT Fantasy | Ніколь Кімберлінг та Джей Гоуп                 | 2012 | Blind Eye Books                                |
| Kindred Spirits: An Anthology of Gay and Lesbian Science Fiction Stories                                                   | Джеффрі Елліот                                 | 1984 | Alyson                                         |
| Queer Dimensions | Джеймс Расмуссен                               | 2009 | Queered Fiction                                |
| Suffered from the Night: Queering Stoker's Dracula                                                                         | Стів Берман                                    | 2013 | Lethe Press                                    |
| Swords of the Rainbow: Science Fiction and Fantasy                                                                         | Ерік Ґарбер та Джуель Ґомез                    | 1996 | Alyson                                         |
| Tangle Anthology, XY Edition. Fiction with a Twist.                                                                        | Ніколь Кімберлінг                              | 2008 | Blind Eye Books                                |
| Tangle Girls Anthology. Fiction with a Twist.                                                                              | Ніколь Кімберлінг                              | 2009 | Blind Eye Books                                |
| Things Invisible to See: Gay and Lesbian Tales of Magic Realism                                                            | Лоренс Шімел                                   | 1998 | Circlet Press                                  |
| Time Well Bent: Queer Alternative Histories                                                                                | Конні Вілкінс                                  | 2009 | Lethe Press                                    |
| Touch of the Sea | Стів Берман                                    | 2012 | Lethe Press                                    |
| Worlds Apart: An Anthology of Lesbian and Gay Science Fiction and Fantasy                                                  | Камілла Декарнін, Ерік Ґарбер та Лін Палео     | 1986 | Alyson                                         |

## Нагороди
- Меморіальна премія Джеймса Тіптрі-молодшого
- Премія «Лямбда»